# Wilhelm von Humboldt
Friedrich Wilhelm Christian Karl Ferdinand von Humboldt  (Potsdam, 22. lipnja 1767. — Tegel, 8. travnja 1835.) bio je njemački filozof, jezikoslovac, državnik i suosnivač Berlinskoga sveučilišta (danas: Humboltovo sveučilište u Berlinu).
Otac mu je bio pukovnik u pruskoj vojsci, koji je odlikovan zbog sudjelovanja u Sedmogodišnjem ratu. Imao je dva sina. Wilhelm je bio stariji, a mlađi Alexander von Humboldt bio je slavni prirodoslovac, geograf i istraživač.
Studirao je pravo, arheologiju i filozofiju u Frankfurtu, Oderu i Göttingenu. Godine 1789. posjetio je Pariz, kasnije Švicarsku. Družio se s poznatim osobama kao što su: Friedrich Schiller, Johann Wolfgang Goethe i Friedrich Schlegel. Oženio se s povjesničarkom umjetnosti Karolinom von Dacheröden 1791. godine, imali su osmero djece, od kojih je petero preživjelo djetinjstvo. 
Wilhelm von Humboldt bio je pruski ministar prosvjete. Razvio je novi obrazovni sustav u Prusiji. Na prvome mjestu, zatražio je od sveučilišnih profesora da se odluče o svom znanstvenom radu i tek se na drugom mjestu posvete pedagoškome radu. Sveučilište mora biti slobodno i autonomno u podučavanju i istraživanju. Određeni stupanj autonomije također bi trebao sačuvati komponente Sveučilišta.
Od 1802. do 1819. u diplomatskoj službi. Bio je pruski veleposlanik u Rimu i Beču, sudjelovao je na mirovnim kongresima za vrijeme i poslije napoleonovih ratova. Godine 1818. zbog reakcijske politike pruske vlade povlači se iz politike i posvećuje se znanosti.